# Shoma Mizunaga
Shoma Mizunaga (født 22. maj 1985) er en japansk fodboldspiller.
Han har spillet for flere forskellige klubber i sin karriere, herunder V-Varen Nagasaki, Zweigen Kanazawa og Giravanz Kitakyushu.